# Miura Osamu
Miura Osamu (三浦 修 Miura Osamu, sinh ngày 24 tháng 6 năm 1989) là một cầu thủ bóng đá người Nhật Bản. Anh thi đấu cho Nara Club.

## Thống kê câu lạc bộ
Cập nhật đến ngày 20 tháng 2 năm 2018.
| Thành tích câu lạc bộ | Thành tích câu lạc bộ | Thành tích câu lạc bộ | Giải vô địch | Giải vô địch | Cúp                   | Cúp                   | Tổng cộng | Tổng cộng |
| Mùa giải              | Câu lạc bộ            | Giải vô địch          | Số trận      | Bàn thắng    | Số trận               | Bàn thắng             | Số trận   | Bàn thắng |
| Nhật Bản              | Nhật Bản              | Nhật Bản              | Giải vô địch | Giải vô địch | Cúp Hoàng đế Nhật Bản | Cúp Hoàng đế Nhật Bản | Tổng cộng | Tổng cộng |
| --------------------- | --------------------- | --------------------- | ------------ | ------------ | --------------------- | --------------------- | --------- | --------- |
| 2012                  | Gainare Tottori       | J2 League             | 17           | 0            | 1                     | 0                     | 18        | 0         |
| 2013                  | Gainare Tottori       | J2 League             | 8            | 0            | 0                     | 0                     | 8         | 0         |
| 2014                  | Nara Club             | JRL (Kansai)          | 14           | 1            | 3                     | 0                     | 17        | 1         |
| 2015                  | Nara Club             | JFL                   | 22           | 2            | 1                     | 0                     | 23        | 2         |
| 2016                  | Nara Club             | JFL                   | 26           | 3            | 2                     | 0                     | 28        | 3         |
| 2017                  | Nara Club             | JFL                   | 23           | 0            | 0                     | 0                     | 23        | 0         |
| Tổng                  | Tổng                  | Tổng                  | 110          | 6            | 7                     | 0                     | 117       | 6         |